# Саурон
Са́урон (кв. Sauron), Гортаур Безжалостный — в легендариуме Дж. Р. Р. Толкина один из майар, в начале своего бытия принадлежал к свите Вала Аулэ. Главный антагонист романа «Властелин колец».
Саурон был одним из майар, которые приняли сторону Мелькора, став одним из самых его верных и могущественных сподвижников, но после Войны гнева и поражения своего господина Саурон возвысился до величайшего врага Свободных народов Средиземья на протяжении Второй и Третьей эпох.
Согласно «Валаквенте» Саурон «последовал за Морготом по тому же погибельному пути, что ведёт в Пустоту».

## Жизнеописание

### До создания мира
Космологический миф, предшествующий «Сильмариллиону», объясняет, как высшее существо Эру начал своё творение, создав бесчисленных духов, «родившихся из его мысли», которые были с ним ещё до того, как было сотворено что-либо другое. Существо, позже ставшее известным под именем «Саурон», таким образом, возникло как «бессмертный (ангелоподобный) дух». Следовательно, в начале своего бытия Саурон непосредственно наблюдал Творца. Как замечал Толкин, «Саурон не мог быть, конечно, „искренним“ атеистом. Хотя он и был одним из меньших духов, созданных до сотворения Мира, он знал Эру в мере, отведённой ему».
В терминологии изобретённого Толкином языка квенья эти ангелоподобные духи назывались Айнур (ед.ч. — Айну). Те из них, кто вошёл в физический мир, назывались Валар (ед.ч. — Вала), сильнейшие из них. Меньшие духи той же расы, к которым относился и Саурон, назывались Майар (ед.ч. — Майа). В письмах Толкин замечает, что Саурон «был, безусловно, „божественной“ личностью (в терминах данной мифологии, меньший представитель расы Валар)». Хотя Саурон и уступал в силе Валар, он был гораздо сильнее, чем многие из подобных ему Майар; Толкин замечал, что Саурон был из «гораздо более высокого сословия», чем Майар, впоследствии пришедшие в Средиземье в облике магов Гэндальфа и Сарумана. Сразу после творения Эру все Айнур были благими и несовращёнными, как сказал Элронд во «Властелине Колец»: «Ничто не было злым в начале. Даже Саурон не был таким».
Мятеж начал Вала Мелькор (позже названный Морготом). В соответствии с легендой, рассказанной как притча о событиях, недоступных для понимания эльфов, Эру дозволил своим детям-духам исполнение великой Музыки, Музыки Айнур (Айнулиндалэ), в которой они развивали тему, открытую им самим Эру. Некоторое время космический хор исполнял удивительной красоты мелодию, но потом Мелькор попытался увеличить собственную славу, включив в свою песню мысли и идеи, идущие вразрез с оригинальной темой. «И сразу неблагозвучие возникло вокруг него, и многие, певшие рядом с ним, пали духом… но некоторые начали подстраивать свою музыку более под его тему, нежели под бывшую изначально».
Диссонанс, внесённый Мелькором, имел ужасные последствия, ибо это пение было своеобразным шаблоном для мира: «Зло мира изначально отсутствовало в великой Теме, однако вошло туда с диссонансом Мелькора». Однако «Саурон не привносил диссонанса; и он, возможно, знал о музыке больше, чем Мелькор, чей разум всегда был наполнен собственными планами и уловками». Видимо, Саурон даже не был одним из духов, которые немедленно начали подстраивать свою музыку под Мелькора, поскольку в других источниках утверждается, что его падение произошло позже (см. ниже).
В итоге космическая Музыка начала представлять собой конфликт добра и зла, и Эру внезапно прекратил Песнь Творения. Чтобы показать духам, верным и неверным ему, чего они добились, Эру дал отныне искажённой Музыке независимое бытие. Это вылилось в появлении материального Мира, Эа, где драма добра и зла должна была разворачиваться до полного разрешения конфликта. Эру позволил духам, которые желали этого, войти в новый мир Эа и следить за его историей изнутри. Многие сделали это, и Саурон был среди них. Дав духам свободную волю и возможность войти в Эа, Эру дозволил великое зло, равно как и великое благо.

### Падение Саурона
Войдя в Эа в начале времени, Валар и Майар попытались построить и организовать мир согласно воле Эру Илуватара. Каждый дух из числа Майар был приписан к одному из более сильных Валар, которым они служили, например, Оссэ и Уинен, бывшие духами моря, служили Ульмо, владыке океанов. Саурон был одним из самых выдающихся Майар, служивших Аулэ Кузнецу, великому мастеровому Валар. В результате Саурон приобрёл великие знания физической субстанции мира, а также ковки и всех прочих видов мастерства, став «великим мастеровым в свите Аулэ». Саурон навсегда сохранил «научное» знание, полученное от великого Вала-мастерового: «В начале был он из Майар Аулэ, и навсегда остался сильным в знаниях этого народа». Изначальным именем Саурона было Майрон (англ. Mairon), «восхитительный». Именами Саурон и Гортаур его назвали эльфы после присоединения к Мелькору. Однако в течение Первой эпохи Саурон продолжал называть себя Майроном.
Мелькор противостоял другим Валар, которые оставались верными Эру и пытались претворить в жизнь его замыслы. Примерно в это время Саурон пал жертвой растлевающего влияния Мелькора: «В начале Арды Мелькор совратил его и переманил на свою сторону».
О мотивах Саурона к переходу на сторону Мелькора Толкин писал следующее: «… его добродетелью (и причиной его падения) было то, что он любил порядок и размеренность и ненавидел разброд и бессмысленные трения». Таким образом, «очевидная воля и сила Мелькора, направленная на воплощение его замыслов быстро и мастерски, были тем, что изначально привлекло к нему Саурона». Всё это указывает на один из величайших парадоксов Саурона: он желал порядка и усердия, но следовал разрушительному и хаотичному плану Мелькора, чтобы достичь их.
Некоторое время Саурон, видимо, успешно притворялся, что остаётся верным слугой Валар, постоянно снабжая Мелькора информацией об их деяниях. Таким образом, когда Валар сотворили Альмарен, первое место их физического пребывания в мире, «Мелькор узнал обо всём, что было сделано, ибо даже у него были тайные друзья и шпионы среди Майар, которых он переманил на свою сторону, главным из которых стал тот, кого позже стали называть Сауроном».
Мелькор вскоре уничтожил Альмарен, и Валар создали себе новое место жительства на крайнем Западе Арды — в благословенных землях Амана, которые с той поры получили название Валинора, «земли Валар». Они всё ещё не догадывались о предательстве Саурона, поскольку тот тоже стал «жителем Валинора».
Однако в какой-то момент Саурон покинул Аман и отправился в Средиземье. В одном из текстов Толкин пишет о Сауроне, что «в Валиноре он жил среди народа богов, но именно там Моргот обратил его ко злу и привлёк на свою службу». После этого Саурон порвал со службой у Валар и открыто присоединился к их злейшему врагу: «Из-за своего восхищения Силой стал он последователем Моргота и пал вместе с ним до величайших глубин зла».
По мнению некоторых[кого?], Саурон не полностью поддерживал Мелькора в его замыслах. Если Мелькор стремился к уничтожению Арды, то Саурон хотел властвовать над созданиями, населяющими Арду. Возможно, что Саурон в этом смысле был несколько «практичнее» своего господина.

### Первая эпоха
После присоединения к своему новому господину в Средиземье Саурон показал себя преданным слугой и способным учеником: «Пока Моргот ещё правил, Саурон не искал собственного величия, но работал и строил планы для другого, желая триумфа Мелькора, которого вначале боготворил. Он часто мог достичь целей, изначально задуманных Мелькором, которые его господин не завершил или не мог завершить в яростной спешке своей злобы». «Во всех деяниях Мелькора-Моргота в Арде, в его обширных трудах, в его обмане и коварстве участвовал и Саурон».
В главе 3 «Сильмариллиона» Толкин пишет, что к моменту пробуждения эльфов Саурон стал ближайшим помощником Мелькора, и ему была поручена недавно построенная крепость Ангбанд, выстроенная как сторожевой форпост крепости самого Мелькора, Утумно. Для защиты эльфов Валар начали войну с Мелькором, стёрли Утумно с лица мира и взяли Падшего Валу в плен, но Саурона не смогли найти.
Таким образом, «когда Мелькор был захвачен в плен, Саурон бежал и затаился в Средиземье, и это могло быть причиной того, что размножение орков (без сомнения, уже начавшееся) продолжилось с возрастающей скоростью». В Благословенном царстве Мелькор искусно разыгрывал раскаяние, но в итоге, породив конфликт между сыновьями Финвэ и заключив союз с Унголиантой, бежал обратно в Средиземье вместе с украденными им Сильмариллами - творениями Феанора. К тому времени Саурон «тайно восстановил Ангбанд, дабы помочь своему господину, когда он вернётся, и тёмные подземелья его были уже заполнены полчищами орков, когда Мелькор наконец вернулся как Моргот, Чёрный Враг».
Вскоре после возвращения Моргота эльфы-нолдор во главе с Феанором и Финголфином также покинули земли Валинора на Заокраинном Западе против воли Валар, чтобы начать войну против Моргота, укравшего Сильмариллы. В этой войне Саурон служил главным заместителем Моргота, превосходя всех прочих по рангу, таких, как Готмог, владыка балрогов. Известный под именем Гортаура Жестокого, Саурон был в то время мастером иллюзий и метаморфоз; оборотни и вампиры были его слугами, главным среди которых были Драуглуин, Отец Оборотней, и его вестница-вампир Тхурингвэтиль.
Когда Моргот покинул Ангбанд, чтобы совратить недавно сотворённых людей, Саурон остался руководить войной с эльфами. Именно подготовленные Сауроном войска орков напали на Белерианд, однако их часть была уничтожена правителем Дориата Тинголом. Во время сражения Дагор Браголлах Саурон завоевал эльфийский остров Тол Сирион, изгнав оттуда брата Галадриэли Ородрета, и тот стал с тех пор известен как Тол-ин-Гаурхот, Остров Оборотней.
Десятью годами позже Финрод Фелагунд, король эльфов Нарготронда и строитель крепости Минас - Тирит на Тол Сирион, пришёл на остров вместе с вождём Дома Беора Береном, которому Тингол дал связанное с Сильмариллами задание. Он вступил в магический песенный поединок с Сауроном, но был повержен им (отчасти причиной тому послужило проклятие, наложенное на Феанора и всех, кто последовал за ним в Средиземье). Позже он погиб, сражаясь с волколаком в подземельях Саурона, чтобы спасти Берена.
Вскоре после этого на остров прибыли эльфийка Лютиэн - дочь Тингола и принадлежавший сыну Феанора Келегорму пёс Хуан, надеясь спасти Берена. Зная о пророчестве, гласившем, что Хуан погибнет, сражаясь с величайшим волком, сам Саурон принял вид чудовищного волка и напал на Хуана. Но пророчество в действительности относилось к другому волку, Кархароту, и Саурон не смог одолеть Хуана. В итоге Хуан схватил Саурона за горло, и Лютиэн дала ему выбор: передать ей магический контроль над островом, который он установил, или уничтожить его тело, чтобы его бестелесному духу пришлось вечно терпеть насмешки Моргота. Саурон уступил притязаниям дочери Тингола, и Хуан отпустил его, после чего Саурон улетел, приняв вид гигантской летучей мыши, а Лютиэн спасла Берена из подземелья. Впоследствии Саурон некоторое время находился в облике летучей мыши в лесах Таур-ну-Фуин.
После путешествия Эарендила в Валинор Валар наконец-то решили выступить против Моргота. В последующей Войне Гнева Тёмный Властелин был побеждён и выброшен во Внешнюю Пустоту за пределами мира. Но «Саурон бежал с поля Великой Битвы и сумел ускользнуть». По другой версии, после поражения Моргота Саурон принял свой самый прекрасный облик и обратился к Эонвэ, герольду Манвэ и командующему армией Валинора, с мольбой о пощаде. Предполагается, что это могло не быть ложью, так как Саурон был потрясён разгромом Моргота. Однако Эонвэ в любом случае не имел права простить или покарать Майа, подобного себе. Через Эонвэ Манвэ, Владыка Валар, «приказал Саурону прийти к нему на суд, оставив ему, тем не менее, шанс на раскаяние и полное прощение». Однако, не желая склониться перед Валар, Саурон бежал и надолго затаился в Средиземье.

### Вторая эпоха
Примерно через 500 лет, прошедших с начала Второй эпохи, Саурон появился вновь в Средиземье. «Лишённый своего господина, (он) проявил недальновидность, попытавшись сымитировать его». «Постепенно, начав с благих намерений (переустройства и восстановления Средиземья, „покинутого богами“), он стал воплощением Зла и существом, возжелавшим Абсолютной Власти», стремясь в результате стать «господином и богом людей».
Говоря о «благих намерениях» Саурона, Толкин подчёркивал, что в это время он «не был по-настоящему и полностью злым, как не бывают полностью злыми все „реформаторы“, желающие поторопиться с „реконструкцией“ и „реорганизацией“, пока гордость и жажда не станут проявлять во всём свою волю и не пожрут их».
«Хотя единственным благим элементом или рациональным мотивом для всего этого упорядочивания, планирования и организации была выгода для всех жителей Арды (даже признавая право Саурона на верховную власть над ними), его „планы“, идея, исходящая из его изолированного разума, стала единственным объектом его желаний и, в итоге, — Концом… Его способность совращать другие умы и даже привлекать их к себе на службу происходила от того, что его изначальное желание „порядка“ действительно подразумевало благосостояние (особенно физическое здоровье) его „подданных“».

#### Кольца власти

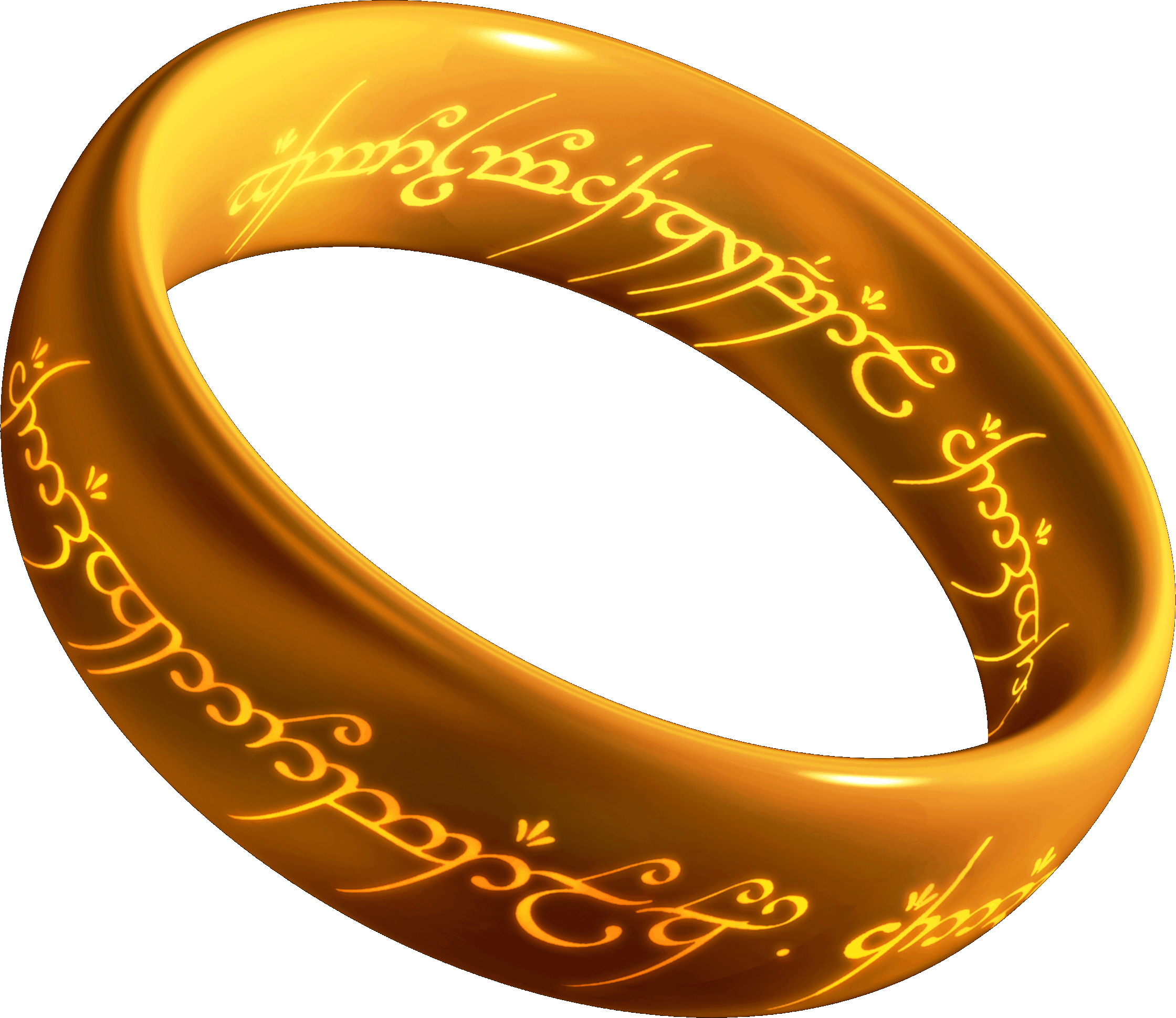
Кольцо Всевластья, надпись на котором гласит: Одно кольцо, чтоб править всеми, оно главнее всех, оно соберёт всех вместе и заключит во тьме

Около 1000 г. В. Э. Саурон закрепился в Мордоре на юго-востоке Средиземья и начал строительство Барад-Дура. Вновь явно он проявил себя в Средиземье в середине Второй эпохи. Он принял прекрасный облик, и под именем Аннатар («владыка даров») пришёл к эльфам Эрегиона, которыми правил кузнец Келебримбор, внук Феанора. Также в летописях сохранились другие его имена — Артано («Великий Умелец») и Аулендил («Наследник Аулэ»). Саурон обучил нолдор искусству и магии, и именно под его руководством кузнецы Эрегиона создали Кольца власти. Саурон многозначительно намекал, что является посланником Валар, особенно Аулэ, которого высоко почитали изгнанники-нолдор. Некоторые из эльфов не поверили ему, в частности, сестра Финрода Галадриэль и Гил-Галад, Верховный король нолдор. Эльфы Эрегиона, однако, не прислушались к их предостережениям. При этом сам он в глубокой тайне выковал в огне Ородруина Кольцо Всевластья, наделив его частью своей души Майа — и получил артефакт невероятной мощи, способный соединить силу остальных Колец Власти и получить контроль над ними. Однако у Кольца была другая сторона — в случае его уничтожения Саурон потерял бы почти всё своё могущество, и в этом была главная надежда его противников на протяжении двух эпох. Примерно в это же время (около 1600 г.) Аннатар Аулендил завершает строительство Барад-Дура.
Однако Саурон не рассчитывал на то, что эльфы почувствуют его влияние. В реальности же, когда Саурон надел Кольцо Всевластья, эльфы увидели его реальную сущность, сняли свои 3 Кольца и не надевали их, пока Саурон обладал Кольцом Всевластья. В ярости Саурон объявил войну эльфам и первым делом решил сокрушить Келебримбора.
В 1695 г. Саурон во главе огромного войска вторгся в Эрегион. Столица эльфов Ост-ин-Эдиль оказалась захвачена ордами орков, а Келебримбор потерпел поражение в схватке с Аннатаром и попал в плен. Под пытками внук Феанора выдал Саурону местонахождение Девяти Людских и семи Гномьих Колец Власти, но о Трёх выкованных лично он не сказал ни слова. Раздражённый Саурон приказал казнить Келебримбора. После этого Враг успешно начал наступление на Линдон и орочьим ордам удалось прорваться к Серым Гаваням, а заодно и блокировать Элронда в основанном им в Эриадоре укрепленном поселении Ривенделле. Но обеспокоенный успехами Саурона нуменорский король Тар-Минастир отправил большой флот на помощь эльфам Гил-Галада. Под Серыми Гаванями войска Саурона потерпели сокрушительное поражение, и союзники отбросили рати Аннатара за Эриадор. В битве у реки Гватло Саурону едва удалось самому спастись бегством, после чего он тайно вернулся в Мордор, решив погубить Нуменор.

#### Саурон на пике власти. Успешная борьба с Нуменором
После этого Саурон принялся собирать союзников и начал передавать им Кольца власти. Девять колец были распределены среди людских правителей, которые были порабощены их нечеловеческой силой и превратились в назгулов — самых могущественных и преданных из слуг Саурона. Остальные Семь были вручены гномам. (Согласно легендам гномов, Старшее Кольцо было передано владыке Мории Дурину III самим Келебримбором). Но гномы народа Дурина оказались устойчивыми к воле Саурона и не перешли на его сторону. Тем не менее Саурону удалось посеять алчность в сердцах гномов, что вызвало немало бед для наугрим. Некоторые же кланы гномов открыто перешли на сторону Саурона, но в боевых действиях на Западе участвовали в небольших количествах (к примеру, в войне Последнего союза часть гномов воевала на стороне Саурона, но народ Дурина Морийского сражался в рядах армии Последнего союза эльфов и людей). В Мордоре Саурон закрыл проход к мордорской горной цепи Чёрными вратами Мордора. Эти времена известны как Тёмные годы.
Второй Тёмный Властелин теперь находился на пике своего могущества, став «почти что верховным правителем Средиземья… Он управлял огромной империей из огромной мрачной крепости Барад-Дур в Мордоре, расположенной недалеко от огнедышащей горы, постоянно пользуясь Единым Кольцом». Саурон стал нападать на прибрежные твердыни нуменорцев, тревожить атаками эльфов. По словам автора «Сильмариллиона», «…алчность и гордыня его возросла непомерно и хотел он уничтожить эльфов, и, если это возможно, привести к гибели Нуменор. Не терпел он ничьей воли и именовал себя Владыкой Земли». Через ещё примерно тысячу лет Саурон решил, что у него хватит сил для победы над врагами, и начал крупное наступление на владения нуменорцев в Средиземье. Его армии наносили немалый урон прибрежным крепостям и поселениям нуменорцев, а после крупной (и последней) победы над нуменорским гарнизоном Саурон принял титулы Властелина Земли и Короля людей и объявил, что его цель — изгнание нуменорцев за Море и даже разорение собственно Нуменора.
Саурону подчинялись не только орки и тролли, но и большая часть племён людей Средиземья на востоке и юге — истерлингов и предков харадрим. Король - узурпатор Нуменора Ар-Фаразон, оскорблённый претензиями Саурона на господство над людьми, высадился в Средиземье с большой армией. Войска Саурона устрашились военной мощи нуменорцев и отступили. Саурон понял, что силой оружия ему не сокрушить Нуменор, и мудро поступил, не став бросать свои войска на убой. Чтобы сокрушить нуменорскую угрозу, Саурон сознательно сдался в плен и обольстительными речами постепенно превратился из пленника в советника нуменорского короля Ар-Фаразона. Он склонил Короля и его сторонников к поклонению Тьме и её Владыке, Мелькору. В Арменелосе был построен храм, где главным жрецом, Сауроном, приносились человеческие жертвоприношения. После того как огненная стрела гнева Валар поразила купол храма Саурона, в то время как сам Саурон, находившийся на башне храма, остался невредим, люди нарекли его богом и поклонились ему. Он убедил короля отречься от Эру Илуватара, сжечь Белое Древо Нуменора и снарядить огромный флот, отправившись на завоевание Бессмертных земель на западе, утверждая, что таким образом люди Нуменора якобы смогут обрести бессмертие.
Волей Эру Илуватара нуменорский флот, достигший Амана, был уничтожен, всё войско во главе с Ар-Фаразоном, ступившим на берег, было погребено под обрушившимися скалами. При последовавшем за этим искривлением плоского мира Арды остров Нуменор был затоплен обрушившейся на него огромной волной (3319 г. В. Э.). Тело Саурона при этом погибло, но его дух вернулся в Средиземье и создал себе новое тело, хотя теперь Саурон больше не мог принимать приятный глазу облик (истратив много энергии на растление Нуменора, он значительно ослабел), лишившись самой значимой своей способности вводить в заблуждение своим видом. Нет единой версии о том, было ли Кольцо у Саурона: согласно «Сильмариллиону», Саурон оставил его в Мордоре и отправился в Нуменор без Единого Кольца, а после Падения державы людей Саурон вернулся и вновь надел Кольцо Всевластья; в своих же письмах Толкин говорит, что во время пленения Кольцо было при нём и именно с его помощью он подчинил себе умы нуменорцев.

#### Война против Последнего Союза
После того как Саурон восстановил своё тело, он узнал, что уцелевшие нуменорцы во главе с родственником Ар - Фаразона Элендилом, сумевшие спастись от катаклизма, разрушившего остров, и приплыть в Средиземье (а также нуменорцы, которые издавна жили в Средиземье), основали королевства Арнор и Гондор. Однако позже свободные народы Средиземья узнали о возвращении туда Саурона и сформировали Последний союз эльфов и людей для его окончательного уничтожения.
В 3429 г., скопив военную мощь, Саурон напал на Гондор и с налёта захватил крепость Минас Итиль, выбив оттуда старшего сына короля Арнора Элендила — Исилдура. Но Анариону удалось приостановить натиск Мордора, пока с севера шёл его отец Элендил с подмогой (войсками Арнора, Серых Гаваней, Имладриса, Лотлориэна, Зеленолесья, а также армией морийских гномов). Войска Саурона были отброшены за реку Андуин, затем в 3434 г. в битве на равнине, получившей впоследствии имя Дагорлад, войска Саурона потерпели сокрушительное поражение, а Мораннон после нескольких неудачных попыток штурма всё-таки был взят, после чего союзники получили возможность выйти непосредственно к столице Мордора и твердыне Саурона — Барад-дуру.
После длительной осады Барад-дура Саурон сам вышел на открытую битву. Против него выступили эльфийский король Линдона Гил-Галад и король Арнора Элендил, которые погибли в поединке, но и сам Саурон был повержен. Сын Элендила, правитель Гондора Исилдур отсёк Кольцо вместе с пальцем руки Саурона, и в этот момент Саурон вновь развоплотился, а его обессиленный дух скрылся.
Вопреки совету владыки Ривенделла Элронда, бывшего знаменосцем Гил-Галада, и владыки Серых Гаваней Кирдана Исилдур не уничтожил Кольцо, а забрал себе, поэтому Саурон не был побеждён. Через два года на пути в Ривенделл король Исилдур погиб в столкновении с орками на Ирисных полях, а Кольцо исчезло в водах Андуина.

### Третья эпоха
Потеря Единого кольца сильно ослабила Саурона; он провёл первую тысячу лет Третьей эпохи на востоке в виде духа, лишённого воплощённой формы.

#### Некромант Дол Гулдура
Около 1050 года тень страха упала на лес на территории Рованиона, впоследствии названный Лихолесьем. Как стало известно позже, это было первым указанием на то, что Саурон вновь проявил себя, вернув себе способность принимать телесный облик и иметь физическое воплощение. В южной части леса он создал себе на руинах бывшей ставки короля лесных эльфов Орофера твердыню, называвшуюся Дол Гулдур, «холм чародейства». В Лихолесье и за его пределами он был известен как Некромант (кратко упомянутый в «Хоббите»), поскольку вначале эльфы не узнали его.
Валар не стали пытаться победить Саурона путём масштабного вмешательства, сравнимого с Войной Гнева, в результате которой был побеждён Моргот, опасаясь, что она может привести к гигантским разрушениям. Вместо этого они послали в Средиземье пять Майар в виде старцев - магов, наиболее значительными из которых были Олорин и Курумо.
Около 1100 г. «мудрым» (магам и наиболее влиятельным эльфам) стало понятно, что в Дол Гулдуре обосновалась некая злая сила. Изначально предполагалось, что это — один из назгулов, а не сам Саурон. Около 1300 г. назгулы действительно объявились снова, и их влияние имело серьёзные последствия для государств, основанных нуменорцами.
В последующие столетия Король-чародей Ангмара (глава назгулов, действующий от имени Саурона) постоянно атаковал северное королевство Арнор, начав нападения в 1409 г. и окончательно разгромив княжества северных дунэдайн в 1974 г. Шестью годами позже Король-чародей Ангмара вошёл в Мордор и собрал там остальных назгулов.
В 2000 г. назгулы вышли из Мордора и захватили крепость Минас Итиль (позже известный как Минас Моргул), расположенный на одном из перевалов. Там они также захватили артефакт, оказавшийся чрезвычайно ценным для Саурона: палантир, один из семи видящих камней, которые Элендил и его спутники привезли из Нуменора перед самым его падением.
С ростом силы Дол Гулдура мудрые начали подозревать, что контролирующая сила, стоящая за Королём-чародеем и остальными назгулами, — это на самом деле их изначальный господин, Саурон. В 2063 г. маг Гэндальф Серый пришёл в Дол Гулдур и совершил первую попытку узнать истину, однако Саурон вовремя отступил и скрылся на Востоке. Только почти через 400 лет он вернулся в свою крепость в Лихолесье, при этом его истинное имя всё ещё оставалось неизвестным.
В 2460 г. Саурон окончательно проявил себя, увеличив свою силу. Примерно в то же время давно потерянное Кольцо Всевластья было найдено в реке Андуин хоббитом по имени Деагол. Его родственник Смеагол убил Деагола, чтобы забрать Кольцо себе, и со временем силой Кольца был превращён в отталкивающее создание — Голлума. Изгнанный из своей семьи, он взял с собой Кольцо, которое называл «моя прелесть», и спрятался во Мглистых горах.
В 2850 г. маг Гэндальф совершил вторую попытку разведки обстановки в Дол Гулдуре. На тот момент Саурон сумел отнять последнее из Семи Колец Власти у оказавшегося в плену в Дол - Гулдуре гномьего короля - изгнанника Траина Второго. Тайно пробравшись в крепость, Митрандир смог окончательно подтвердить личность её властелина, позднее доложив Белому Совету, состоявшему из эльфов и магов, что Саурон вернулся. Саруман, однако, надеясь заполучить Кольцо Всевластья себе, отговорил Совет от активных действий против Саурона.
Тем не менее со временем Гэндальф, Саруман, Элронд и Галадриэль, объединив свои силы, изгнали Саурона из Лихолесья в 2941 г. Однако за время, пока Белый Совет размышлял и колебался, Тёмный Властелин уже успел подготовить свой следующий шаг и даже желал покинуть Дол Гулдур.
Как раз перед тем, как Саурон бежал из Дол Гулдура, хоббит Бильбо Бэггинс в ходе опасного путешествия с отрядом гномов во главе с Торином Дубощитом на Эребор встретил Голлума глубоко в недрах Мглистых гор и нашёл там кольцо. После окончания похода на Эребор Бильбо принёс Кольцо обратно в свою деревню Хоббитон в Шире. Спустя десятилетия он передал его своему наследнику, Фродо Бэггинсу.
Сила Саурона теперь возросла до такого масштаба, что он мог распространять свою волю по Средиземью. Великое Око Саурона, в виде которого воспринимались его внимание и сила воли, стало символом угнетения и страха. После изгнания из Дол Гулдура Саурон вернулся в Мордор в 2942 г., открыто объявив о себе девятью годами позже, и начал восстановление Барад-Дура. Готовясь к последней войне против людей и эльфов, он создал гигантские армии орков.

#### Война Кольца
Три тома «Властелина Колец» повествуют о последней попытке Саурона завоевать господство над миром в 3018—3019 гг. Т. Э.
В «Братстве Кольца» говорится, что Гэндальф догадался о том, что Кольцо Власти, найденное Бильбо в пещере Голлума, на самом деле — утерянное Кольцо Всевластья Саурона. Маг сообщил Фродо об истинной природе фамильной ценности, оставленной ему Бильбо после его ухода в Ривенделл, и ужасных последствиях потенциального возвращения его к Саурону: 

… Врагу до сих пор недостаёт одной вещи, которая придала бы ему силу и знание, чтобы сокрушить всякое сопротивление, уничтожить последнюю защиту и покрыть все земли второй тьмой. Ему недостаёт Единого Кольца… И он ищет его, и все его мысли направлены на это.— Толкин Дж. Р. Р. Властелин Колец. Том I "Братство Кольца": Книга I, гл. 2 "Тени прошлого".
Гэндальф отправился за советом к Саруману в Изенгард, но обнаружил, что тот развращён своим долгим изучением Саурона. Используя палантир башни Ортханка, Саруман теперь общался с Тёмным Властелином и действовал в качестве его вассала - союзника, хотя втайне надеялся заполучить Кольцо для себя и использовать его силу для того, чтобы занять место Саурона. Гэндальф был взят в плен и заточён на вершине Ортханка в течение некоторого времени, но вскоре бежал с помощью одного из гигантских орлов Манвэ.
Поймав Голлума, Саурон под пытками выведал у него, что Кольцо нашёл хоббит по имени Бэггинс. Не теряя времени, Саурон послал назгулов в Шир, место проживания Бильбо, но тот ушёл в Ривенделл за много лет до этого. Фродо также уже находился на пути из Шира (по совету Гэндальфа). Назгулы пустились в погоню за Фродо и их глава ранил моргульским клинком племянника Бильбо на горе Заверть. Но назгулы были побеждены Элрондом и Гэндальфом на берегу реки Бруинен недалеко от Ривенделла.
В Ривенделле Элронд собрал большой совет, состоящий из представителей народов Средиземья, чтобы принять решение о путях выхода из кризиса. Совет решил, что Кольцо необходимо уничтожить там же, где оно было выковано, поскольку его невозможно расплавить никаким другим огнём, кроме вулканической лавы, бурлящей в недрах Ородруина. Фродо и его друг Сэмуайз Гэмджи присоединились к Братству Кольца, приняв миссию совета и согласившись бросить Кольцо в огонь Роковой горы.
В «Двух крепостях» рассказывается, что Саруман, используя собственную армию от имени Саурона, вторгся в королевство Рохан. Но Гэндальф, Теоден, король Рохана, и энты, возглавляемые Древобородом, окончательно разгромили в битве при Хельмовой Пади войска Сарумана. Его крепость в Изенгарде была повержена, а сам Саруман — пойман в ловушку в башне Ортханка. Таким образом был нейтрализован один из самых могущественных союзников Саурона.
В ходе конфронтации Сарумана и Гэндальфа палантир Ортханка попал в руки Братства. Гэндальф передал его члену Братства Кольца Арагорну, прямому потомку Исилдура и Элендила и, следовательно, законному владельцу камня. В «Возвращении короля» Арагорн использовал его, чтобы показаться Саурону (который использовал другой видящий камень, захваченный в Минас Итиле многими веками ранее). Арагорн пытался натолкнуть Саурона на мысль о том, что Кольцо теперь находится у него, и теперь Наследник Исилдура готовится обратить силу Кольца против его создателя. Тёмный Властелин обеспокоился этим откровением и атаковал раньше, чем планировал до этого, послав армию для захвата Минас Тирита, столицы Гондора (см. Битва на Пеленнорских Полях).
Сразу после того, как огромная армия орков, ведомая главой назгулов, покинула Мордор через ущелье Кирит Унгол, Фродо и Сэм попытались проникнуть в Чёрную Страну тем же путём. Ранее они встретили Голлума, которого Саурон отпустил из плена, сделав вид, что Голлуму удалось сбежать случайно. Некоторое время Голлум был проводником Фродо и Сэма. Однако, достигнув границ Мордора, он предал их в руки Шелоб — чудовищной паукоподобной твари, охранявшей проход.
После короткой схватки Сэму удалось отбиться и от Голлума, и от Шелоб, однако паучихе удалось ужалить Фродо, который лежал бездыханным, словно умершим от яда. Орки крепости Кирит Унгол нашли тело Фродо и обобрали его, но Сэм (думая, что его хозяин мёртв) успел забрать Кольцо раньше. В крепости Фродо пришёл в сознание и был освобождён Сэмом, и два хоббита пустились в опаснейшее путешествие по равнинам Мордора в сторону Ородруина.
В то же время Арагорн подошёл к Чёрным Вратам Мордора с семью тысячами воинов Запада. После короткого разговора с комендантом Барад-Дура, Голосом Саурона, началась битва, в которой армии Мордора, имеющие многократный численный перевес, сразу стали теснить войско Гондора и Рохана. Будучи теперь убеждённым в том, что Кольцом обладает Арагорн, Саурон, видимо, поступил так, как предсказывал Гэндальф: 

… Я сокрушу его, и то, что он присвоил по своей дерзости, снова станет моим навечно!— Толкин Дж. Р. Р. Властелин Колец. Том III "Возвращение короля": Книга V, гл. 9 "Последний спор".
В то время, когда силы Запада должны были вот-вот быть разгромлены превосходящей их мощью гигантских армий Саурона, Фродо достиг своей цели, войдя в огненные глубины Ородруина. Однако воля отказала ему в последний момент: неспособный противостоять растущей силе Кольца, Фродо надел его на палец и объявил своим. Саурон мгновенно узнал об этом, и взгляд его обратился на вход в недра Роковой Горы. Отозвав оставшихся назгулов со всё ещё идущей битвы, он приказал им немедленно лететь к Ородруину и любой ценой попытаться завладеть Кольцом. Однако было слишком поздно: Голлум напал на Фродо, откусил его палец с надетым на него Кольцом, а затем, прыгая от восторга, потерял равновесие и упал вместе с Кольцом в огонь. С «рёвом и великим смятением шумов» Кольцо Всевластья исчезло вместе со всей силой, вложенной в него Сауроном; таким образом, Голлум, сам того не желая, завершил миссию Хранителя, несмотря на неудачу Фродо.
С уничтожением Кольца сила Саурона была немедленно сломлена, а его осязаемая сущность в Средиземье — уничтожена. Его отлетающий дух в какой-то момент возвысился над Мордором, подобно чёрному облаку, но был развеян могучим ветром с Запада (направления, в котором находились Валинор и Валар). Могучая империя Саурона пала, его армии дрогнули и рассеялись, Тёмная Башня Барад-Дура рухнула, а назгулов поглотил огненный град, выброшенный из кратера Ородруином. Сам Саурон теперь был умалён до скончания века. Таким образом, 25 марта 3019 г. Т. Э. долгое правление второго Тёмного Владыки, основанное на страхе и угнетении, закончилось.
Гэндальф предсказал, что́ уничтожение кольца будет означать для Саурона: 

… Если его уничтожить, то он падёт, и падение его будет таким низким, что восстать он более никогда не сможет. Ибо потеряет он большую часть своей силы, данной ему в начале, и всё, что было сделано или начато этой силой, рухнет, а он будет навсегда умалён и станет только духом зла, точащим самого себя во мраке, неспособным расти или принимать форму. Именно так огромное зло мира будет уничтожено.— Толкин Дж. Р. Р. Властелин Колец. Том III "Возвращение короля": Книга V, гл. 9 "Последний спор".

## Имена и титулы
В некоторых записках Толкина говорится, что изначальным именем Саурона было Майрон, или «восхитительный», «но он изменил его после подчинения Мелькору. Однако он продолжал называть себя „Майрон“ или „Тар-Майрон“, „Восхитительный король“, вплоть до падения Нуменора».
Имя «Саурон» (от более ранней формы Таурон (англ. Thauron)) происходит от прилагательного саура, что на квенья означает «мерзкий, зловонный», и может быть переведено как «ненавидимый» или «отвращение». На синдарине имя Саурона — Гортаур (англ. Gorthaur), «ненавидимый ужас» или «ужасное отвращение». Также его называли «неназываемым врагом» (англ. Nameless Enemy). Дунэдайн (потомки нуменорцев) называли его «Саурон Обманщик» из-за его роли в падении Нуменора и создании Колец власти. На языке Нуменора (адунайском) он также известен как «Зигур» (англ. Zigûr), «волшебник».
"ВК", кн.3 гл.1: "Neither does he use his right name, nor permit it to be spelt or spoken," said Aragorn. "Нет, он не пользуется самым правдивым из всех своих имен, - продолжил Арагорн, - и никому не дозволяет писать и произносить его"
Два его наиболее обычных титула, «Тёмный владыка Мордора» и «Властелин Колец» появляются во «Властелине Колец» лишь несколько раз. Прочие титулы Саурона или их варианты включают «Мастер коварства», «Тёмный властелин», «Владыка Барад-Дура», «Багровое око», «Создатель Кольца» и «Чародей».
В Первую эпоху (как описывается в «Сильмариллионе») Саурона называли «Владыкой оборотней Тол-ин-Гаурхот». Во Вторую эпоху он принял имя Аннатар, «Владыка даров», и Аулендил, «Друг Аулэ», равно как и Артано, «Благородный кузнец»; с этими именами он облёкся в новую личину и сумел убедить эльфов выковать Кольца власти вместе с ним. В Третьей эпохе в течение недолгого времени его знали как «Некроманта из Дол Гулдура», поскольку его истинное имя на тот момент всё ещё оставалось тайной.
Российский историк А. А. Немировский, проследивший теснейшую связь языка Мордора с хурритским языком, этимологизирует имя «Саурон» из хурритского Sau-ra-n(ne) — «Тот, кто с оружием», «Вооружённый».

## Другие версии в легендариуме
До публикации «Сильмариллиона» происхождение Саурона было неясно. До того, как стали доступны черновики Толкина, в версиях о сущности Саурона были догадки о его эльфийском происхождении.
C самых ранних версий легендариума «Сильмариллиона», описанного в «Истории Средиземья», Саурон претерпел множество изменений. Прототипом Саурона был Тевильдо, Князь Котов, который в ранних версиях сыграл роль, позже исполненную Сауроном, в истории Берена и Лютиэн в «Книге утраченных сказаний». Позже Тевильдо трансформировался в Некроманта Ту (Thû), затем в Горту (Gorthû) и в конце концов в Саурона.

## Образ Саурона в экранизациях

Саурон в фильмах Питера Джексона

Актёр Сала Бейкер сыграл Саурона в кинотрилогии Питера Джексона «Властелин колец», в частности в фильмах «Властелин колец: Братство кольца» и «Властелин колец: Возвращение короля».
Бенедикт Камбербэтч сыграл дракона Смауга и Некроманта (Саурона) в фильмах «Хоббит: Нежданное путешествие», «Хоббит: Пустошь Смауга» и «Хоббит: Битва Пяти Воинств», основанных на книге Дж. Р. Р. Толкина «Хоббит, или Туда и обратно».
Актёр Чарли Викерз сыграл Саурона в облике Халбранда (Аннатара) в сериале «Властелин колец: Кольца власти».

## Дополнительная информация
- «Сильмариллион» раскрывает деяния Саурона во Вторую эпоху, даёт понимание его происхождения, детально представляет историю падения Нуменора, помогает понять идею Колец и попытки Саурона создать систему, которой он бы мог управлять.
- «Приложения» к «Властелину Колец» кратко рассказывают о падении Нуменора, о войнах, которые инициировал Саурон в Третью эпоху, о его дипломатических способностях по объединению государств в единый союз.
- «История Келеборна и Галадриэль» из «Неоконченных сказаний» раскрывает тему Войны в Эриадоре во Вторую эпоху.
- «Охота за Кольцом» даёт представление о том, как именно Улаири охотились за Хранителем Кольца.
- В «Преображённых Мифах» Толкин рассуждает о мотивах Саурона, о возможности его восстановления.
- Также дополнительную информацию можно почерпнуть из писем № 131, 153, 183, 200, 246.